# Gustavo González González
Gustavo González González (Cuart de Poblet, Valencia, 27 de diciembre de 1965) es un periodista y paparazzi español, cuya carrera profesional se ha desarrollado principalmente en la prensa del corazón.

## Biografía
Gustavo nació en la Comunidad Valenciana en el año 1965 y actualmente reside en Barcelona. 
Hijo de un Guardia Civil, es el octavo de nueve hermanos. 
Su madre falleció el 1 de noviembre de 2006.
Es licenciado en Periodismo de la Facultad de Ciencias de la Información de la Universidad Complutense de Madrid.
Cuando aún no había terminado la carrera, le ofrecieron colaborar en una agencia de prensa del corazón llamada Ares. 
La agencia le propuso ir a vivir a Estados Unidos, tras el aceptar, trabajó como reportero allí varios años.
Años más tarde de esa etapa, con sus tres hermanos (Raúl, Roberto y Vicente) creó una agencia llamada Premier Media, S.L. Actualmente, sólo siguen en este negocio él (es director de la misma), su hermano Roberto González y el paparazzo Diego Arrabal, un trabajo que combina como colaborador en los programas televisivos de prensa del corazón. 
Empezó a trabajar en la televisión en el año 1998 apareciendo en el programa Tómbola originalmente de la cadena Canal Nou. Después de un tiempo fue fichado en Telecinco para el programa Día a día. En el 2000 fue fichado por Antena 3 para el programa Sabor a ti. Posteriormente, en 2002, colabora en Abierto hasta el amanecer, de la misma cadena, presentado por Jordi González, y en Como la vida, junto a Alicia Senovilla.
Trabajó durante años en el programa de radio Las mañanas de Vetusta por la cadena de radio Radio Vetusta. En 2008 el programa y la cadena quedaron cancelados.
La mayor parte de su popularidad se la debe al talk show de crónica social ¿Dónde estás corazón?, conducido por Jaime Cantizano en Antena 3 desde 2003 a 2011.
En 2012 ficha por la cadena Telecinco, después de 12 años en Antena 3, donde colabora en el programa más conocido de la cadena, el programa diario presentado por Jorge Javier Vázquez, Sálvame.
En octubre de 2018 el fotógrafo de la revista lectura y colaborador de Sálvame, fue detenido e imputado por, presuntamente espiar y estar implicado en una trama de acoso a celebridades. En caso de ser declarado culpable, podría ser condenado a entre 1 y 4 años de cárcel.
Mantuvo un matrimonio de 30 años con una mujer llamada Antonia Guijarro Rodríguez, más conocida como Toñi, con la que tiene 4 hijos varones. Se divorciaron en diciembre de 2017.
Desde diciembre de 2017, sale con la exactriz pornográfica María Pasqual García, conocida artísticamente como María Lapiedra (n. 18 de julio de 1984). En septiembre de 2019, después de una breve ruptura, anunciaron su reconciliación y que esperaban una hija. El periodista, quien tiene 4 hijos varones de su matrimonio anterior, es padre de la tercera hija de María, quien tiene 2 hijas de un matrimonio anterior. El 24 de abril de 2020 nació Mía González Pasqual. Contrajeron matrimonio civil el 7 de enero de 2022 en el ayuntamiento de San Vicente de Montalt.

## Trayectoria

### Colaborador de televisión
| Programas de televisión | Programas de televisión | Programas de televisión | Programas de televisión |
| Año                     | Título                  | Cadena                  | Notas                   |
| ----------------------- | ----------------------- | ----------------------- | ----------------------- |
| 1998                    | Tómbola                 | Canal Nou               | Colaborador             |
| 2000                    | Día a día               | Telecinco               | Colaborador             |
| 2002                    | Sabor a ti              | Antena 3                | Colaborador             |
| 2002                    | Como la vida            | Antena 3                | Colaborador             |
| 2003-2011               | ¿Dónde estás corazón?   | Antena 3                | Colaborador             |
| 2012-2022               | Sálvame                 | Telecinco               | Colaborador             |
| 2013-2014               | Abre los ojos y mira    | Telecinco               | Colaborador             |
| 2018-2021               | Deluxe                  | Telecinco               | Colaborador             |

### Reality shows
| Reality shows | Reality shows | Reality shows | Reality shows              |
| Año           | Título        | Cadena        | Notas                      |
| ------------- | ------------- | ------------- | -------------------------- |
| 2019          | Sálvame Okupa | Telecinco     | Concursante, 5.º finalista |

## Trabajos publicados
- Diario de un paparazzi (Ed. Plaza & Janés, 2005), donde explica como se realiza el trabajo de fotógrafo. ISBN 8401305349